# Pámbosz Pítasz
Pámbosz Pítasz (Limassol, 1966. július 26. –) ciprusi válogatott labdarúgó, szövetségi kapitány.

## Pályafutása

### Klubcsapatokban
Pítasz csak két ciprusi csapatban szerepelt: az Apóllonban az AÉ Lemeszúban.
Az Apóllonban 1986-ban került be az első csapatba, ezután a ciprusi első osztályban is bemutatkozott. Az 1990–91-es szezonban megszerezte első bajnoki címét. Az 1991–92-ban Ciprusi kupagyőztes lett. Az 1993–94-es szezonban újra Ciprus bajnokcsapatának tagja volt. A 2001–02-es idény végéig az Apóllon csapatában játszott. Összesen 342 bajnoki mérkőzésen 49 gólt szerzett.
2002-ben egy másik limassoli klubhoz, az AÉ Lemeszúhoz távozott, ahol 3 évig játszott. A 2004–05-ös szezon után az AÉL-nél fejezte be a futballpályafutását.

### A ciprusi válogatottban
1987 januárjában debütált a Görögország elleni Európa-bajnoki selejtezőn. Az utolsó nemzetközi mérkőzése a Spanyolország elleni Európa-bajnoki selejtező volt 1999 szeptemberében. 82 mérkőzésen képviselte Ciprust, Joánisz Okász (106 meccs) mellett az egyik legtöbbet szereplő játékosa volt a nemzeti labdarúgó-válogatottnak.

## Sikerei, díjai
Apóllon Lemeszú
- Ciprusi bajnok (2): 1990–91, 1993–94
- Ciprus-kupagyőztes (2): 1992, 2001